# Maganuna
Maganuna (gebroken Egyptisch-Arabisch voor 'gek', 'gestoord' en 'bezeten' (in de vrouwelijke vorm); مجنونة, magnuna; in het Hebreeuws gespeld als מגנונה) is, als de extended play E.P.tampa wordt meegeteld, het vierde studioalbum van de Israëlische zangeres Dana International. Het album werd in september 1996 uitgegeven door het label Helicon/Big Foot.

## Achtergrond
Dana's drie eerdere albums verschenen onder het label IMP Dance. Aangezien ze net als haar vaste producer Offer Nissim de ambitie had om internationaal door te breken, besloot het duo over te stappen naar een ander label. Bij Helicon tekenden ze een contract van slechts een jaar voor het geval het gehoopte succes zou uitblijven.
Hoewel Maganuna minder succesvol was dan de vorige albums, bereikte het in Israël toch de gouden status. Daarnaast was de muziekvideo van de clubhit 'Cinquemila' onder meer op de Europese muziekzender MTV te zien. Het grote succes liet echter op zich wachten totdat Dana in 1998 met het nummer Diva het Eurovisiesongfestival won, maar inmiddels had Helicon het duo al op straat gezet. Het verzamelalbum Diva ha'osef dat na haar overwinning volgde, werd daarom door haar eerdere label IMP Dance uitgebracht. Helicon besloot echter, zonder medeweten van het duo, alsnog een internationaal verzamelalbum op de markt uit te brengen. Dana's management riep haar fans op The Album te boycotten en sleep Helicon vanwege deze release voor de rechter.
Oorspronkelijk zou het album Cinquemila (een Italiaans woord dat regelmatig foutief vanuit het Hebreeuws wordt getranslitereerd als cinque milla of chinquemilla) gaan heten. Ook de uiteindelijke titel Maganuna staat niet op de omslag. Met de titeltrack reageerde Dana op de naar schatting vijf miljoen illegale cassettes met daarop haar Arabischtalige liedjes, die in de Arabische wereld op de zwarte markt werden verkocht. De Egyptische autoriteiten probeerden de verkoop de kop in te drukken en in de Jordaanse media werd gesuggereerd dat Dana een spion zou zijn.
Ter promotie van het album verschenen er zes singles, te weten 'Maganuna', 'Don Quixote', 'Menafnefet', 'Cinquemila', 'Yesh bo esh' (een duet met de Israëlische rockzangeres Igi Wachsman) en 'Let Kiss'. Nog altijd behoort 'Don Quixote' tot Dana's grootste hits ooit.

## Tracklist
De oorspronkelijke uitgave van Maganuna bevat een kruisvormige poster met daarin het cd-boekje. De heruitgave bevat alleen het boekje. De tracklists van deze twee uitgaven zijn identiek.
1. Maganuna (Arabisch voor 'gek')
2. Let Kiss
3. Don Quixote
4. Yesh bo esh (Hebreeuws voor 'hij heeft vuur (in zich)') (duet met Igi Wachsman)
5. I'm Gonna Let
6. Cinquemila (Italiaans voor ‘vijfduizend') (albumversie)
7. Menafnefet (Hebreeuws voor 'zwaaien')
8. Ot mishamayim (Hebreeuws voor 'een teken vanuit de hemel')
9. Sipur ahavatam shel Chas ve'Chalila (Hebreeuws voor 'het liefdesverhaal van in geen enkel geval')
10. Bo (Hebreeuws voor 'kom')
11. Sipur ahavatam shel Chas ve'Chalila (instrumentaal)
12. Menafnefet (club mix)
13. Maganuna (club mix)